# 1541
| 1541               |
| ------------------ |
| Dødsfald - Fødsler |
|                    |

| Gregoriansk kalender | 1541 MDXLI              |
| Ab urbe condita      | 2294                    |
| Armensk kalender     | 990 ԹՎ ՋՂ               |
| Kinesiske kalender   | 4237 – 4238 庚子 – 辛丑 |
| Etiopisk kalender    | 1533 – 1534             |
| Jødisk kalender      | 5301 – 5302             |
| Hindukalendere       |                         |
| - Vikram Samvat      | 1596 – 1597             |
| - Shaka Samvat       | 1463 – 1464             |
| - Kali Yuga          | 4642 – 4643             |
| Iransk kalender      | 919 – 920               |
| Islamisk kalender    | 948 – 949               |

Konge i Danmark: Christian 3. 1534-1559
Se også 1541 (tal)

## Begivenheder

### Udateret
- Christian III gennemfører en omfattende møntreform, der forbliver i kraft indtil statsbankerotten i 1813.
- Danmark og Sverige undertegner en gensidig bistandspagt og tiltræder en international alliance vendt mod den tyske kejser Karl 5.

### April
- 19. april - Ignatius Loyola bliver overhoved for jesuiterordenen

### Maj
- 6. maj - Henrik 8. i England giver ordre til, at der skal være et eksemplar af biblen i hver eneste kirke i England
- 8. maj - Hernando de Soto opdager Mississippifloden

### November
- 20. november – Jean Calvin etablerer en religiøs regering i Genève og skaber dermed et center for den voksende protestantisme i Europa.

## Født
- El Greco, maler.

## Dødsfald
- Aureolus Philippus Theophrastus Bombastus Paracelsus von Hohenheim, kendt som Paracelsus, død i Schweiz efter et kort, søgende og omvandrende liv i lægekunstens og kemiens tjeneste.
- 18. oktober - Margaret Tudor, dronning af Skotland